# Aroeria 3
Aroeira 3 es un cráneo homínido Homo heidelbergensis de 400 000 años que fue descubierto en la cueva de Aroeira, Portugal. Es el primer rastro humano en Portugal. El H. heidelbergensis existió en la transición entre el Homo erectus y los primeros neandertales y usó herramientas de piedra y el fuego. El cráneo fue dañado durante la excavación de 2014, pero fue restaurado en los siguientes dos años. En 2017, la descripción del cráneo se publicó en PNAS. Se exhibe en el Museo Nacional de Arqueología (Lisboa).

## Descripción
Aroeira 3 es un cráneo de un hominino, Homo heidelbergensis de 400 000 años del Pleistoceno Medio que fue descubierto en la cueva de Aroeira, Portugal, y anunciado en la primavera de 2017. Es el primer rastro humano en Portugal.
Los fósiles de hominina de esta época se clasifican comúnmente como H. heidelbergensis, una cronoespecie que se encuentra en la transición entre el Homo erectus y los primeros neandertales. La cultura paleolítica de Achelense , atribuida a este y otros hallazgos en la cueva de Aroeira, se caracteriza por la producción de herramientas de piedra, especialmente el hacha de mano y el uso del fuego. El cráneo fue dañado durante la excavación de 2014 al extraelo de la roca dura del conglomerado, pero fue restaurado en los siguientes dos años. Solo en 2017 se publicó la descripción del cráneo en las Proceedings of the National Academy of Sciences (PNAS).

## Características
Aroeira 3 muestra algunas de las características de cráneos similares encontrados en Europa, pero su combinación es única. El arco superciliar es continuo, como en los fragmentos del cráneo de Bilzingsleben de Homo erectus bilzingslebensis. La apófisis mastoides del hueso temporal es corta como en el Homo steinheimensis de la gravera en Steinheim an der Murr. La porción petrosa triangular en el hueso temporal cerca del canal auditivo también está presente en el cráneo número 5 del sitio Sima de los Huesos en España, el cráneo de esa época mejor conservado del mundo. Sin embargo, el cráneo de Aroeira 3 difiere de este y del Homo steinheimensis por la ausencia de características esenciales que también ocurren en los primeros neandertales.

## Ubicación
El cráneo fue encontrado en una cueva sobre el nacimiento del río Almonda, un afluente del Tajo, que se encuentra en el paisaje kárstico del macizo central de piedra caliza de la Extremadura portuguesa. El río forma un corte de aproximadamente 40 kilómetros de largo en el macizo de piedra caliza con paredes escarpadas de hasta 70 metros de altura. En estos riscos escarpados, hay varias entradas a cuevas y sistemas de cuevas que están parcialmente colapsados o rellenos. Algunas cuevas han sido excavadas y exploradas. Están asociados con la evolución humana durante el Pleistoceno y la historia cultural durante el Paleolítico. Hay algunos sistemas de cuevas utilizados en el Paleolítico Superior, como la Entrada Superior, la Entrada do Vale da Serra y la gruta da Aroeira. El Paleolítico Medio está representado en la Gruta da Oliveira. Los desarrollos paleolíticos tardíos de las culturas solutrense y magdaleniense se pueden encontrar en la Galeria da Cisterna y Lapa dos Coelhos.
Desde 1978, las cuevas se han explorado sistemáticamente, la primera fase del trabajo de excavación en la cueva de Aroeira duró desde 1998 hasta 2002. Además de dos primeros dientes humanos de la industria de Achelense (un canino y un molar, conocidos como Aroeira 1 y Aroeira 2) también fueron encontrados. La segunda fase de excavación, de 2013 a 2015, recuperó el cráneo bien conservado Aroeira 3, pero la dureza del sedimento en el que estaba incrustado provocó daños durante la recuperación y tuvo que ser parcialmente reconstruido.

## Datación
La edad se evaluó mediante la datación de uranio-torio , por lo que se descubrió que la edad de la capa externa de la estalagmita adyacente era de 406 000 años dentro de un rango de 30 000 años. Este es el límite superior porque la estalagmita fue enterrada más tarde por rocas y masas de lodo y dejó de crecer. Las costras de calcita en el cráneo en sí datan el fósil en 390 000 años (± 14 000 años).